# Fermín Arrudi
Fermín Arrudi Urieta (Sallent de Gallego, 7 de julio de 1870 - 2 de mayo de 1913), conocido también como el gigante de Sallent, el gigante aragonés y localmente como o chigán aragonés, fue un personaje famoso en todo el Pirineo aragonés por su estatura, llegó a medir 2,29 m y viajó por gran parte del mundo mostrando su altura. Rafael Andolz y David Dumall han escrito sendos libros en los que se relata su vida.

## Biografía
Nacido en "Casa Sorda", en Sallent de Gállego, Fermín fue un bebé más bien pequeño nacido de unos padres de estatura normal. Es a partir de los 11 años según unas fuentes y de los 15 según otras,cuando empieza a pegar un estirón que se alargaría hasta los 25 años cuando llega a medir 2,29 m de altura, aunque algunos dicen que llegó a 2,40m, y superando la talla de todas las personas conocidas en su época. Inicialmente trabajó en la estación de Canfranc pero al poco tiempo se dedicó a exhibir su enorme cuerpo. Al principio localmente, en una fiesta del Pilar en Zaragoza, cuando contaba con 21 años y su altura era de 2,19m, y posteriormente por casi todo el mundo. En Europa se exhibió en ciudades de Alemania, Holanda, Bélgica, Austria y Francia. Viajó también a Norteamérica, visitando algunas ciudades de Estados Unidos, además de visitar Sudamérica, el Caribe y hasta África, donde estuvo en Argelia. Se tiene constancia de los lugares que visitó porque su presencia dejaba reseñas y titulares en la prensa de aquellos lugares que visitaba. Fue exhibido en la Exposición Universal de París de 1900. Amenizaba sus exhibiciones tocando instrumentos y cantando jotas.  
El musicólogo Demetrio Galán al escribir El libro de la jota aragonesa, le recordará años después dejando escrito que tocaba “la guitarra, el violín, el laúd, la pandereta, los hierrecillos, el requinto, la bandurria, la flauta y el armonium”, y todo de forma autodidacta pues nadie le enseñó a tocarlos.  
Llegó a hacer una pequeña fortuna con sus exhibiciones ya que se calcula que aproximadamente ganó unos 20.000 duros con los que se construyó una casa en Sallent y vivió holgadamente durante toda su vida. 
También se cuentan proezas de una fuerza casi sobrehumana, se dice que una vez que su burro no quería cruzar un río se lo puso sobre los hombros y lo atravesó, también que una vez mató un oso con sus propias manos, a Fermín le gustaba cazar y era frecuente que saliera a cazar sarrios y osos. El párroco también dejó escrito en el libro de difuntos que era capaz de levantar pesos que no podían acarrear cuatro hombres robustos.
Finalmente el 2 de mayo de 1913 moría el gigante Arrudi con 43 años. El párroco del lugar escribió en el Libro de Difuntos, algunas curiosidades dejando de lado el protocolo como por ejemplo que por el anillo de su dedo pasaba holgadamente una moneda de 10 céntimos y que su pie medía cuarenta centímetros de largo por dieciocho de ancho; además levantaba pesos que cuatro hombres robustos no podían mover. Dejó una profunda huella entre sus vecinos pues solía realizar obras de caridad. El féretro en que fue enterrado tenía unas medidas de 2,4 m de longitud x 93 cm de anchura, y fue portado por seis hombres.